# I Wanna Be Your Boyfriend
I Wanna Be Your Boyfriend är en sång skriven av Tommy Ramone, och inspelad av Ramones samt utgiven på singel i februari 1976, samt på bandets självbetitlade album från samma år.

## Andra inspelningar
Sången spelades även in av Per Gessle, och utgavs på singel 2002.

## Listplaceringar

### Per Gessles version
| Lista (2002) | Topplacering |
| ------------ | ------------ |
| Sverige      | 44           |

### Fotnoter
1. ↑  ”I Wanna Be Your Boyfriend”. Svensk mediedatabas. 8 mars 2002. http://smdb.kb.se/catalog/id/001549632. Läst 22 juni 2015.
2. ↑  ”I Wanna Be Your Boyfriend”. Swedishcharts. 8 mars 2002. http://www.swedishcharts.com/showitem.asp?interpret=Per+Gessle&titel=I+Wanna+Be+Your+Boyfriend&cat=s. Läst 22 juni 2015.